# David Frölander-Ulf
David Wilhelm Frölander-Ulf, född 13 augusti 1874 i Segersta församling i Gävleborgs län, död 12 december 1947 i Helsingfors, var en svensk-finländsk arkitekt. 
Frölander-Ulf utexaminerades från Tekniska skolan i Stockholm och flyttade till Finland 1898. Han praktiserade till en början på Gustaf Nyströms arkitektkontor, därefter hos Gesellius-Lindgren-Saarinen och hos Lars Sonck samt bedrev egen arkitektverksamhet från 1912. Han hade störst framgång som inredningsarkitekt, av vilka kan nämnas Lovisa apotek, Café Fennia, Hotell Kämp, Adlon och The English Tearoom i Helsingfors. Av hans verk från tiden hos Sonck kan särskilt nämnas inredningen till Hypoteksföreningens hus vid Södra Esplanaden 16 i Helsingfors.